# Артеменко Геннадій Володимирович
Артеменко Геннадій Володимирович (25 листопада 1948, Кривий Ріг — 15 серпня 2024, Київ) — український науковець, гідрогеолог, професор,  доктор геологічних наук, член-кореспондент НАН України.

## Життєпис
Народився  25 листопада 1948 року у місіті Кривий Ріг.
1966 – 1970 працював  у рудоуправлінні шахти імені Орджонікідзе (1966–1970 роки).
1970 – 1975 навчався на геологічному факультеті Київського національного університету імені Тараса Шевченка.
1975 – 1985  працював інженером-геологом у Київській філії ДПІ «Союзшляхпроект».
З 1980 року почав працювати в Інституті геохімії, мінералогії та рудоутворення імені М. П. Семененка НАН України, де у 1987 році закінчив аспірантуру та захистив кандидатську дисертацію. У 1999 році захистив докторську дисертацію.  Працював в інституту старшим інженером, молодшим науковим співробітником, науковим і старшим науковим співробітником, завідувачем відділу геохімії ізотопів та радіогеохронології. У 2001–2003 роках обіймав посаду заступника директора з наукової роботи.

## Наукові напрямки
Найважливішими досягненнями стали результати його досліджень  із хроностратиграфії, петрології, геохімії та геодинаміки ранньодокембрійських комплексів східної частини Українського кристалічного щита, Воронезького кристалічного масиву, геології та петрології Антарктичного півострова. Завдяки цим дослідженям було створено геохронологічну шкалу мезоархею південної частини Східноєвропейської платформи, шо було покладено в основу  геодинамічних моделей формування ранньодокембрійської кори південно-західної частини Східноєвропейського кратону.
Впровадив у практику геологічних досліджень в Україні методику визначення вмісту рідкісноземельних елементів методом ізотопного розбавлення на мас-спектрометрі та їхньої інтерпретації. Саме цим високоточним методом вперше схарактеризовано основні типи вулканогенних порід архейських зеленокам'яних структур і гранітоїдів Українського шита, що дало змогу зробити обґрунтовані висновки про їхній генезис.
Здійснив  успішні дослідження з пошуків найдавнішої кори на Приазовському мегаблоці, що дало змогу  у корових гранітоїдах знайти циркон верхеньогадейського (3,97 млрд років) віку, а також зробити висновок, що основні етапи його формування збігаються з часом утворення аналогічних комплексів у Канаді. Одночасно ним зреалізовано роботи з дослідження детритового циркону  метаморфізованих осадових порід Приазовського та Середньопридніпровського мегаблоків із метою визначення віку їхніх джерел зносу. Завдяки цьому, було визначеноо, що архейські комплекси Приазовського мегаблоку є одновіковими до подібних утворень кратону Каапвааль у Південній Африці, кратону Бастар в Індії, Північнокитайського кратону, кратону Слейв у Канаді й інших, які формувалися починаючи з еоархею.

## Наукові здобутки
За його наукового керівництва захищено 5 кандидатських дисертацій.
Багаторічна наукова діяльність відображена у понад 300-та наукових публікаціях